# Яндекс.Игры
Яндекс. Ігри — заборонена в Україні ігрова інтернет-платформа російської компанії Яндекс. Пропонує ігри в браузері з десктопу та мобільних пристроїв.
Станом на січень 2022 каталог мав 7000 ігор, сервіс звітував про 11 млн гравців на місяць.
70 % проведеного в іграх часу припадає на мобільні пристрої, 46 % часу витрачається на гіперказуальні гри.
Платформа має два типи монетизації: реклама та ігри зі вбудованими покупками. В ірах є внутрішня валюта — «Ян».
Розробники можуть додавати до каталогу свої ігри та редагувати їх. Усі ігри проходять модерацію. Серед обов'язкових вимог — інтеграція із SDK Яндекс. Ігор, підтримка HTTPS та офлайн-режиму Service Worker. Сайт залучає зарубіжних розробників для адаптації ігор російською мовою. Прикладом є співпраця з голландською компанією Azerion.
Крім оцінок і відгуків, сервіс має алгоритми для персоналізованих добірок ігор.